# Sveriges holme
Sveriges holme, auch Sverigeholmen genannt, ist eine kleine Insel im Stockholmer Schärengarten. Sie liegt in Nachbarschaft zu Danmarks holme am nördlichen Einlauf zum Skurusundet bei Halvkakssundet, zwischen Nacka und Lidingö. Der Name der Insel stammt aus dem 12. Jahrhundert.
Die Insel steht unter Naturschutz, seit sie der Rechtsanwalt Lettström im Jahre 1937 dem schwedischen Staat schenkte. Eine Anzahl großer Steine oben auf der Insel wurden eine Zeit lang als vorgeschichtliche Stätte gedeutet, später wurde diese Ansicht jedoch widerrufen.